# 레볼루셔너리 로드
《레볼루셔너리 로드》(영어: Revolutionary Road)는 2008년 공개된 미국과 영국의 합작의 로맨틱 드라마 영화이다. 리처드 예이츠의 동명의 원작 소설을 기반으로, 샘 멘데스 감독에 의해 영화화되었다. 주연을 맡은 리어나도 디캐프리오와 케이트 윈즐릿은 1997년 영화 《타이타닉》 이후 첫 공동 출연이며, 또한 《타이타닉》의 또다른 출연 배우의 케시 베이츠가 출연하였다. 이 작품으로 윈즐릿은 골든 글로브상에서 드라마부분 최우수 여우주연상을 수상하였고, 미국 아카데미상과 영국 아카데미상 여우주연상 후보에 지명되었다.

## 출연
- 리어나도 디캐프리오 - 프랭크 휠러 역
- 케이트 윈즐릿 - 에이프릴 휠러 역
- 마이클 섀넌 - 존 기빙스 주니어 역
- 캐스린 한 - 밀리 캠벨 역
- 데이비드 하버 - 셰프 캠벨 역
- 케시 베이츠 - 헬렌 기빙스 역
- 리처드 이스턴 - 하워드 기빙스 역
- 타이 심프킨스 - 마이클 휠러 역
- 라이언 심프킨스 - 제니퍼 휠러 역
- 딜런 베이커 - 잭 오드웨이 역
- 조 카잔 - 모린 그루브 역
- 맥스 카셀라 - 에드 스몰 역
- 제이 O. 샌더스 - 바트 폴록 역

## 수상 정보
- 골든글로브상 영화 드라마부문 여우주연상 (케이트 윈즐릿)
- 제29회 런던 영화 비평가 협회 올해의 여자배우상 (케이트 윈즐릿)
- 새틀라이트상 2008 올해의 영화 10 선정
- 새틀라이트상 남우조연상 (마이클 섀넌)
- 세인트루이스 영화 비평가 협회 여우주연상 (케이트 윈즐릿)
- 밴쿠버 영화 비평가 협회 여우주연상 (케이트 윈즐릿)